# Emmanuel Svob
Emmanuel Svob, de son nom complet Victor-Emmanuel Svob, né le 5 juin 1874 à Nantes et mort le 28 mai 1946 à Lorient, est d'abord l'un des principaux responsables du mouvement coopératif français au début du XXe siècle, c'est ensuite une personnalité politique en devenant maire socialiste de Lorient du 17 mai 1925 au 19 mai 1929, puis du 19 mai 1935 au 1er avril 1941, puis à nouveau du 1er septembre 1944 à avril 1946.

## Biographie
Né à Nantes, il vient très tôt à Lorient. Il est ouvrier bijoutier. Il est aussi dreyfusard.

### Pionnier du mouvement coopératif en Bretagne
Animé par un idéal social basé sur la coopération, il met en place en 1913 à Lorient une société coopérative et parvient à regrouper les petites sociétés nées autour de Lorient pour former l’Union Coopérative Lorientaise. Administrateur dynamique et gestionnaire efficace, il en est le 1er président directeur général. Dès sa fondation, il parvient à lui donner un véritable élan,.
Emmanuel Svob demeure jusqu’à sa mort, en 1946, l’âme du mouvement coopératif breton.

### Premier mandat de maire: 1925-1929
Socialiste convaincu, il entre en 1919 au conseil municipal de Lorient comme chef de l'opposition et en devient maire en 1925.
Intéressé par les problèmes de l'enfance, il fait acquérir dès 1925 par la ville la propriété de Soye, fonde le Patronage Laïque des œuvres scolaires et post-scolaires de Lorient (PLL) dont il devient le premier président. Il crée aussi la FOL et l'inspection médicale dans les écoles primaires, et modernise la plupart des équipements scolaires de la ville. Il fonde une école de plein air avec son aérium, premier bâtiment à avoir été construit pour les besoins d'une école de plein-air au château de Soye. 
C’est sous son premier mandat, en 1927, qu’est inauguré le port de pêche de Keroman.
En 1929, il est battu par Jules Legrand.

### Deuxième mandat de maire: 1935-1941
Il est réélu maire de Lorient en 1935.
En 1935, il fait voter la construction de la Cité des œuvres sociales sur l'emplacement de l'ancien hospice. Il crée aussi le Comité des loisirs et met à sa disposition les terrains nécessaires à l'aménagement de jardins ouvriers.
En 1936, il fait aménager l'orangerie du potager du château de Soye en auberge de jeunesse (elle recevra la visite officielle et sera inaugurée par Jean Zay, ministre de l'Éducation nationale et des Beaux-Arts de 1936 à 1939, le 15 novembre 1936).
Conscient de la nécessité de modifier le paysage urbain face aux changements de société, en 1935, il suit l’établissement du plan d'extension et d'embellissement de Lorient projetant une ville bien plus aérée. Pour centraliser le transport par route, il fait édifier une gare routière sur le cours de Chazelles.
Il démissionne le 1er avril 1941 pour ne pas prêter serment au maréchal Philippe Pétain et au régime de Vichy.

### Troisième mandat de maire: 1944-1946
Désigné administrateur de Lorient le 1er septembre 1944, il est une nouvelle fois élu maire le 20 mai 1945.
Souffrant, il donne sa démission en avril 1946 et meurt un mois plus tard, le 28 mai, à l'âge de 71 ans,. Emmanuel Svob repose au cimetière de Kerentrech.
Défenseur de l'idéal laïque et de la classe ouvrière, c’est en donnant la priorité aux questions sociales qu'il marque à jamais la ville par son esprit actif et inventif.
Un boulevard porte son nom à Lorient, de même qu'un gymnase (situé rue Madeleine Desroseaux)

### Sources et bibliographie
- Robert Gautier, « L'âge héroïque de la Fédération des coopératives ouvrières de Bretagne, 1902-1914 », RECMA, revue internationale de l'économie sociale, no 299,‎ 2006, p. 56-67 (lire en ligne)
- Martine Rouellé, Le Patronage Laïque Lorientais, Le Faouet, Liv'editions, octobre 2017, 157 p. (ISBN 2844974287, BNF 45409101).